# Llista d'episodis de Breaking Bad
La sèrie de televisió estatunidenca Breaking Bad consta de cinc temporades. La primera temporada consta de set episodis, mentre que les tres següents en tenen tretze, i la darrera setze. Als Estats Units, la primera temporada va començar el 20 de gener i va acabar el 9 de març del 2008. La segona temporada es va emetre del 8 de març al 31 de maig de 2009. La tercera temporada es va emetre del 21 de març al 13 de juny del 2010. La quarta temporada s'emeté entre el 17 juliol i el 9 d'octubre de 2011. La cinquena i darrera temporada s'estrenà el 15 de juliol del 2012.
La sèrie ha estat doblada al català per Televisió de Catalunya, que la va estrenar al Canal 3XL el 28 d'abril del 2011 i hi va emetre les tres primeres temporades. La quarta temporada fou estrenada a TV3 el 26 d'octubre del 2012 i la cinquena el 13 de desembre del 2012.

## Temporades
| Temporada | Temporada | Episodis | Durada als Estats Units                       | Durada a Catalunya                             | Durada a Catalunya |
| --------- | --------- | -------- | --------------------------------------------- | ---------------------------------------------- | ------------------ |
|           | 1         | 7        | 20 de gener de 2008 - 9 de març de 2008       | 28 d'abril de 2011 - 9 de juny de 2011         |                    |
|           | 2         | 13       | 8 de març de 2009 - 31 de maig de 2009        | 16 de juny de 2011 - 8 de setembre de 2011     |                    |
|           | 3         | 13       | 21 de març de 2010 - 13 de juny de 2010       | 15 de setembre de 2011 - 8 de desembre de 2011 |                    |
|           | 4         | 13       | 17 de juliol de 2011 - 9 d'octubre de 2011    | 26 d'octubre de 2012 - 13 de desembre de 2012  |                    |
|           | 5         | 16       | 15 de juliol de 2012 - 29 de setembre de 2013 | 13 de desembre de 2012 - 30 juny 2014          |                    |

## Llista d'episodis

### Primera temporada
| Núm. | # | Títol en català                                            | Direcció       | Guió           | Data d'estrena als Estats Units | Data d'estrena a Catalunya |
| --- | - | ---------------------------------------------------------- | -------------- | -------------- | ------------------------------- | -------------------------- |
| 1 | 1 | «Pilot»                                                    | Vince Gilligan | Vince Gilligan | 20 de gener de 2008             | 28 d'abril de 2011         |
| Un professor de química d'institut recorre al negoci de les drogues per mantenir la seva família. |   |                                                            |                |                |                                 |                            |
| 2 | 2 | «El gat és al sac...» «Cat's in the Bag...»                | Adam Bernstein | Vince Gilligan | 27 de gener de 2008             | 5 de maig de 2011          |
| El primer tracte fracassa i fa que en Walt i Jesse s'hagin de desfer de dos cadàvers mentre la Skyler sospita que el seu marit en porta alguna de cap.                                                            |   |                                                            |                |                |                                 |                            |
| 3 | 3 | «...i el sac és al riu» «...And the Bag's in the River»    | Adam Bernstein | Vince Gilligan | 10 de febrer de 2008            | 12 de maig de 2011         |
| Mentre en Walt neteja les restes del desastre del seu primer negoci, s'adona que la Skyler està molt a prop de descobrir la seva doble vida i es planteja dir-li la veritat sobre la malaltia.                    |   |                                                            |                |                |                                 |                            |
| 4 | 4 | «Tinc càncer» «Cancer Man»                                 | Jim McKay      | Vince Gilligan | 17 de febrer de 2008            | 19 de maig de 2011         |
| En Walt es veu obligat a dir la veritat sobre la seva malaltia i això fa que s'hagi de plantejar com fer front als costos d'una sèrie de tractaments molt cars contra el càncer.                                  |   |                                                            |                |                |                                 |                            |
| 5 | 5 | «Matèria Grisa» «Gray Matter»                              | Tricia Brock   | Patty Lin      | 24 de febrer de 2008            | 26 de maig de 2011         |
| Skyler aprofita un esdeveniment per convèncer en Walt d'acceptar la generosa oferta del seu antic company d'investigació de costejar els caríssims tractaments per a la seva malaltia.                            |   |                                                            |                |                |                                 |                            |
| 6 | 6 | «Un farol com una casa» «Crazy Handful of Nothin»          | Bronwen Hughes | George Mastras | 2 de març de 2008               | 2 de juny de 2011          |
| Els efectes secundaris i les despeses del tractament es van acumulant ràpidament i en Walt demana al Jesse que busqui un comprador per al laboratori, però aquest acaba amb problemes amb un delinqüent habitual. |   |                                                            |                |                |                                 |                            |
| 7 | 7 | «Un tracte sense males llets» «A No-Rough-Stuff-Type Deal» | Tim Hunter     | Peter Gould    | 9 de març de 2008               | 9 de juny de 2011          |
| Després que en Jesse va estar a punt de morir, en Walt accepta produir encara més drogues per al despietat Tuco, mentre la Skyler sospita que la seva germana va robar un objecte de bany per a nadons molt car.  |   |                                                            |                |                |                                 |                            |

### Segona temporada
| Núm. | #  | Títol en català                                            | Direcció              | Guió                        | Data d'estrena als Estats Units | Data d'estrena a Catalunya |
| --- | -- | ---------------------------------------------------------- | --------------------- | --------------------------- | ------------------------------- | -------------------------- |
| 8 | 1  | «Set-cents trenta-set» «Seven Thirty-Seven»                | Bryan Cranston        | J. Roberts                  | 8 de març de 2009               | 16 de juny de 2011         |
| Mentre ultimen un pla per rematar una gran operació, en Walt i en Jesse temen que el seu únic comprador, el Tuco, els mati tan bon punt se li presenti l'oportunitat.                                                                |    |                                                            |                       |                             |                                 |                            |
| 9 | 2  | «A la brasa» «Grilled»                                     | Charles Haid          | George Mastras              | 15 de març de 2009              | 23 de juny de 2011         |
| Mentre els antidroga anuncien la crida i cerca del Tuco, la Skyler recluta en Hank per localitzar en Walt. |    |                                                            |                       |                             |                                 |                            |
| 10 | 3  | «Picat per una abella morta» «Bit by a Dead Bee»           | Terry McDonough       | Peter Gould                 | 22 de març de 2009              | 30 de juny de 2011         |
| En Hank s'acosta perillosament a destapar la veritat sobre el paper d'en Walt en el negoci de les drogues i aquest trama un pla per esborrar qualsevol rastre.                                                                       |    |                                                            |                       |                             |                                 |                            |
| 11 | 4  | «Avall» «Down»                                             | John Dahl             | Sam Catlin                  | 29 de març de 2009              | 7 de juliol de 2011        |
| Mentre en Walt fa els possibles per evitar el distanciament entre ell i la Skyler, en Jesse es queda sense casa quan els seus pares el fan fora d'on estava vivint.                                                                  |    |                                                            |                       |                             |                                 |                            |
| 12 | 5  | «Pèrdues» «Breakage»                                       | Johan Renck           | Moira Walley-Beckett        | 5 d'abril de 2009               | 14 de juliol de 2011       |
| A en Walt se li acumulen les factures del metge i els problemes domèstics, però en Jesse només tornarà al negoci de les drogues si ell en dicta les condicions.                                                                      |    |                                                            |                       |                             |                                 |                            |
| 13 | 6  | «Taaat!» «Peekaboo»                                        | Peter Medak           | J. Roberts & Vince Gilligan | 12 d'abril de 2009              | 21 de juliol de 2011       |
| Mentre en Jesse segueix la pista als addictes que van robar la droga a Skinny Pete, en Walt se les empesca per reforçar la seva coartada sobre com ha sufragat els tractaments contra el càncer.                                     |    |                                                            |                       |                             |                                 |                            |
| 14 | 7  | «"Negro y Azul", la balada d'en Heisenberg» «Negro y Azul» | Félix Enríquez Alcalá | John Shiban                 | 19 d'abril de 2009              | 28 de juliol de 2011       |
| Mentre en Walt vol aprofitar la reputació d'en Jesse com a senyor de la droga sense escrúpols per ampliar el seu àmbit d'actuació, el primer contacte d'en Hank amb l'alt risc de l'oficina antidroga d'El Paso el deixa molt tocat. |    |                                                            |                       |                             |                                 |                            |
| 15 | 8  | «Truca a en Saul» «Better Call Saul»                       | Terry McDonough       | Peter Gould                 | 26 d'abril de 2009              | 4 d'agost de 2011          |
| La detenció d'en Badger obliga en Walt i en Jesse a associar-se amb un advocat dubtós. |    |                                                            |                       |                             |                                 |                            |
| 16 | 9  | «4 dies a fora» «4 Days Out»                               | Michelle MacLaren     | Sam Catlin                  | 3 de maig de 2009               | 11 d'agost de 2011         |
| Amoïnat perquè el temps se li esgota, en Walt vol deixar assegurat el futur de la seva família i recluta en Jesse per fer una sessió maratoniana de cocció de metadona al desert.                                                    |    |                                                            |                       |                             |                                 |                            |
| 17 | 10 | «Amunt» «Over»                                             | Phil Abraham          | Moira Walley-Beckett        | 10 de maig de 2009              | 18 d'agost de 2011         |
| Després de rebre bones notícies sobre els resultats del tractament contra el càncer, en Walt s'enfronta amb el seu cunyat, en Hank, abans de dedicar tots els seus esforços a redreçar les coses a casa.                             |    |                                                            |                       |                             |                                 |                            |
| 18 | 11 | «Mandala»                                                  | Adam Bernstein        | George Mastras              | 17 de maig de 2009              | 25 d'agost de 2011         |
| A mesura que s'acosta el final de l'embaràs, la Skyler es qüestiona el que sent pel seu cap. Mentrestant, la mort d'un camell de carrer fa que en Walt hagi de buscar un altre lloc on descarregar una gran partida de metadona.     |    |                                                            |                       |                             |                                 |                            |
| 19 | 12 | «Phoenix»                                                  | Colin Bucksey         | John Shiban                 | 24 de maig de 2009              | 1 de setembre de 2011      |
| Després de perdre's el naixement de la seva filla per acabar de tancar un tracte suculent, en Walt es quadra amb la xicota d'en Jesse pel repartiment dels beneficis.                                                                |    |                                                            |                       |                             |                                 |                            |
| 20 | 13 | «Aeroport Internacional d'Alburquerque» «ABQ»              | Adam Bernstein        | Vince Gilligan              | 31 de maig de 2009              | 8 de setembre de 2011      |
| En Walt mira d'encarrilar la seva vida i la d'en Jesse mentre es prepara per l'operació i procura que la Skyler i en Walt Jr. no descobreixin la font dels seus ingressos.                                                           |    |                                                            |                       |                             |                                 |                            |

### Tercera temporada
| Núm. | #  | Títol en català                 | Direcció          | Guió                              | Data d'estrena als Estats Units | Data d'estrena a Catalunya |
| --- | -- | ------------------------------- | ----------------- | --------------------------------- | ------------------------------- | -------------------------- |
| 21 | 1  | «No más»                        | Bryan Cranston    | Vince Gilligan                    | 21 de març de 2010              | 15 de setembre de 2011     |
| Arrenca la tercera temporada de "Breaking Bad", en la qual en Walt patirà les conseqüències de les seves activitats delictives. |    |                                 |                   |                                   |                                 |                            |
| 22 | 2  | «Caballo sin nombre»            | Adam Bernstein    | Peter Gould                       | 28 de març de 2010              | 22 de setembre de 2011     |
| En Walt és capaç de qualsevol cosa per fer que la família torni a estar unida. D'altra banda, en Jesse decideix fer una important inversió del tot inesperada.                                                                                              |    |                                 |                   |                                   |                                 |                            |
| 23 | 3  | «Em tiro el Ted» «I.F.T»        | Michelle MacLaren | George Mastras                    | 4 d'abril de 2010               | 29 de setembre de 2011     |
| En Walt li diu a la Skyler que accepti els diners, justificant que tot el que ha fet ha estat pensant en el futur dels seus fills. La reacció de la Skyler no serà l'esperada ni de bon tros...                                                             |    |                                 |                   |                                   |                                 |                            |
| 24 | 4  | «Semàfor verd» «Green Light»    | Scott Winant      | Sam Catlin                        | 11 d'abril de 2010              | 6 d'octubre de 2011        |
| En Hank continua sense prestar atenció a la trucada a El Paso després d'anotar-se uns quants avenços en la seva investigació en el "cas Heisenberg". Mentrestant, en Jesse vol tornar a treballar.                                                          |    |                                 |                   |                                   |                                 |                            |
| 25 | 5  | «Más»                           | Johan Renck       | Moira Walley-Beckett              | 18 d'abril de 2010              | 13 d'octubre de 2011       |
| En Walt s'ocupa de les conseqüències de l'accident d'avió i una nova amenaça s'interposa en el seu camí. Mentrestant, la Skyler considera quins són els millors passos que cal seguir.                                                                      |    |                                 |                   |                                   |                                 |                            |
| 26 | 6  | «Al capvespre» «Sunset»         | John Shiban       | John Shiban                       | 25 d'abril de 2010              | 20 d'octubre de 2011       |
| En Walt comença a treballar al seu nou laboratori i coneix qui serà el seu nou assistent. Els cosins mexicans reapareixen però no es mouen del restaurant del Gus. En Hank segueix amb la seva investigació i el porta al Jesse. En Walt entrarà en escena. |    |                                 |                   |                                   |                                 |                            |
| 27 | 7  | «Un minut» «One Minute»         | Michelle MacLaren | Thomas Schnauz                    | 2 de maig de 2010               | 27 d'octubre de 2011       |
| En Hank passa comptes amb en Jesse després d'involucrar la seva parella en un horrible accident que resulta fictici. D'altra banda, al laboratori, el nou assistent d'en Walter no se'n surt amb els primers experiments.                                   |    |                                 |                   |                                   |                                 |                            |
| 28 | 8  | «Et veig» «I See You»           | Colin Bucksey     | Gennifer Hutchison                | 9 de maig de 2010               | 3 de novembre de 2011      |
| En Hank ingressa a l'hospital després de rebre 4 trets. Pel que fa al laboratori, en Walt ha de dir-li al Gale que prescindeix dels seus serveis. |    |                                 |                   |                                   |                                 |                            |
| 29 | 9  | «Kafkià» «Kafkaesque»           | Michael Slovis    | Peter Gould & George Mastras      | 16 de maig de 2010              | 10 de novembre de 2011     |
| Mentre en Hank segueix ingressat, la Skyler trama els seus plans. En Walt i en Gus sembla que s'avenen cada cop més. El Jesse, per la seva banda, busca noves oportunitats.                                                                                 |    |                                 |                   |                                   |                                 |                            |
| 30 | 10 | «La mosca» «Fly»                | Rian Johnson      | Sam Catlin & Moira Walley-Beckett | 23 de maig de 2010              | 17 de novembre de 2011     |
| En Walt es nega a seguir amb més experiments fins que no s'aïlli un agent contaminant que fluctua pel laboratori. En Jesse intenta de totes totes que en Walt reconsideri aquesta situació.                                                                 |    |                                 |                   |                                   |                                 |                            |
| 31 | 11 | «Albuquerque» «Abiquiu»         | Michelle MacLaren | John Shiban & Thomas Schnauz      | 30 de maig de 2010              | 24 de novembre de 2011     |
| La Skyler s'involucra cada cop més en el negoci d'en Walt. En Hank lluita per a la seva recuperació. En Jesse agafa un rol actiu a la seva nova empresa. |    |                                 |                   |                                   |                                 |                            |
| 32 | 12 | «Mitges tintes» «Half Measures» | Adam Bernstein    | Sam Catlin & Peter Gould          | 6 de juny de 2010               | 1 de desembre de 2011      |
| En contra de la paraula del Walt, el Jesse tira endavant la seva decisió. En Walt sap que en Jesse corre perill i decideix prendre part en l'assumpte. |    |                                 |                   |                                   |                                 |                            |
| 33 | 13 | «Tot o res» «Full Measure»      | Vince Gilligan    | Vince Gilligan                    | 13 de juny de 2010              | 8 de desembre de 2011      |
| En Walt negocia alguna mena de tracte amb en Gus per la seva seguretat i la d'en Jesse. |    |                                 |                   |                                   |                                 |                            |

### Quarta temporada
| Núm. | #  | Títol en català                      | Direcció          | Guió                                  | Data d'estrena als Estats Units | Data d'estrena a Catalunya |
| --- | -- | ------------------------------------ | ----------------- | ------------------------------------- | ------------------------------- | -------------------------- |
| 34 | 1  | «Cúter» «Box Cutter»                 | Adam Bernstein    | Vince Gilligan                        | 17 de juliol de 2011            | 26 de novembre de 2012     |
| En Walt i en Jesse esperen ansiosament el pròxim moviment d'en Gus, el seu cap de narcotraficants. Per la seva banda, la Skyler descobreix que en Walt ha desaparegut i inicia una recerca desesperada. |    |                                      |                   |                                       |                                 |                            |
| 35 | 2  | «38 snub» «Thirty-Eight Snub»        | Michelle MacLaren | George Mastras                        | 24 de juliol de 2011            | 2 de novembre de 2012      |
| En Walt decideix comprar-se un revòlver per protegir-se i en Jess ha de trampejar el seu sentiment de culpa en reviure l'amistat amb en Badger i l'Skinny Pete. D'altra banda, la Skyler mira de comprar un túnel d'autorentat de cotxes i la seva germana ha de fer front al rebuig que sent en Hank per la seva discapacitat.                       |    |                                      |                   |                                       |                                 |                            |
| 36 | 3  | «Dia de portes obertes» «Open House» | David Slade       | Sam Catlin                            | 31 de juliol de 2011            | 2 de novembre de 2012      |
| En Walt està preocupat perquè en Gus manté el laboratori sota vigilància i perquè l'estat mental d'en Jess és cada vegada més delicat. D'altra banda, la Skyler fa més pressió per comprar el túnel d'autorentat de cotxes, que servirà de tapadora per blanquejar diners.                                                                            |    |                                      |                   |                                       |                                 |                            |
| 37 | 4  | «Esquemes» «Bullet Points»           | Colin Bucksey     | Moira Walley-Beckett                  | 7 d'agost de 2011               | 9 de novembre de 2012      |
| La Skyler s'inventa una història d'allò més elaborada per justificar la seva situació financera i en Walt s'inquieta en descobrir que en Hank ha obert una altra investigació. Per la seva banda, en Jesse només pot pensar a fer festes, fet que desperta la curiositat d'en Gus.                                                                    |    |                                      |                   |                                       |                                 |                            |
| 38 | 5  | «Vigilant» «Shotgun»                 | Michelle MacLaren | Thomas Schnauz                        | 14 d'agost de 2011              | 15 de novembre de 2012     |
| En Walt creu que estan a punt d'assassinar el seu company i en Jesse i en Mike fan una sortida perillosa. D'altra banda, en Walt i la Skyler compren oficialment el túnel d'autorentat de cotxes i en Hank decideix tancar la investigació. |    |                                      |                   |                                       |                                 |                            |
| 39 | 6  | «Arraconat» «Cornered»               | Michael Slovis    | Gnnifer Hutchison                     | 21 d'agost de 2011              | 15 de novembre de 2012     |
| Quan la Skyler sospita que en Walt no li diu la veritat, pren una actitud freda i purament professional cap a ell. Mentrestant, en Gus s'acosta a en Jesse, que demostra que és un home de vàlua per a en Mike i per a l'empresa d'en Gus. |    |                                      |                   |                                       |                                 |                            |
| 40 | 7  | «Un gos problemàtic» «Problem Dog»   | Peter Gould       | Peter Gould                           | 28 d'agost de 2011              | 22 de novembre de 2012     |
| Amb la nova operació, en Walt col·loca a la Skyler en una situació difícil, i mentre en Walt mira de protegir-se d'en Gus, en Jesse accepta una proposició perillosa. |    |                                      |                   |                                       |                                 |                            |
| 41 | 8  | «Hermanos»                           | Johan Renck       | Sam Catlin & George Mastras           | 4 de setembre de 2011           | 22 de novembre de 2012     |
| Mentre en Hank mostra indicis que en Gus és l'element central del tràfic de metadona d'Alburquerque, en Walt creu que l'assassinaran, i també a en Jesse, per protegir el seu cap. Per la seva banda, en Gus refusa l'exigència del càrtel mexicà d'aturar les seves activitats com a narcotraficant i contraataca.                                   |    |                                      |                   |                                       |                                 |                            |
| 42 | 9  | «El gps» «Bug»                       | Terry McDonough   | Moira Walley-Beckett & Thomas Schnauz | 11 de setembre de 2011          | 29 de novembre de 2012     |
| En Walt lluita per trastocar la investigació d'en Hank pel que fa al negoci de la metadona a Alburquerque, i en Gus és amenaçat de mort perquè reconsideri el tracte amb el càrtel mexicà. D'altra banda, els plans de la Skyler de crear un negoci legal se'n van en orris quan el seu excap és acusat d'evasió d'impostos.                          |    |                                      |                   |                                       |                                 |                            |
| 43 | 10 | «Salut» «Salud»                      | Michelle MacLaren | Peter Gould & Gennifer Hutchison      | 18 de setembre de 2011          | 29 de novembre de 2012     |
| Mentre en Walt es recupera de la baralla, en Gus s'emporta en Jesse a Mèxic per tancar el pacte amb el càrtel. Però quan en Gus inicia el pla mortífer per mantenir el control del seu imperi de la droga, la Skyler s'amoïna en veure que el seu excap Ted Beneke es resisteix a usar la seva inesperada "herència" per pagar els impostos pendents. |    |                                      |                   |                                       |                                 |                            |
| 44 | 11 | «La cambra» «Crawl Space»            | Scott Winant      | George Mastras & Sam Catlin           | 25 de setembre de 2011          | 6 de desembre de 2012      |
| Mentre la Skyler pressiona en Ted perquè accepti els seus diners i pagui els impostos, en Gus insisteix que en Jesse reprengui la feina al laboratori pel seu compte. Però quan en Jesse demana que perdonin la vida a la seva parella, en Walt es veu obligat a adoptar mesures dràstiques per salvar la família de les amenaces de mort d'en Gus.   |    |                                      |                   |                                       |                                 |                            |
| 45 | 12 | «La fi dels temps» «End Times»       | Vince Gilligan    | Thomas Schnauz & Moira Walley-Beckett | 2 d'octubre de 2011             | 6 de desembre de 2012      |
| Després d'ordenar a la seva família que s'aprofiti de la protecció que la DEA dona a en Hank, en Walt es pregunta què li espera. D'altra banda, quan enverinen el fill de la seva xicota, en Jesse s'uneix amb en Walt per anar a buscar l'home que creu que n'és responsable: en Gus.                                                                |    |                                      |                   |                                       |                                 |                            |
| 46 | 13 | «La confrontació» «Face Off»         | Vince Gilligan    | Vince Gilligan                        | 9 d'octubre de 2011             | 13 de desembre de 2012     |
| Després que el seu pla per matar en Gus ha fracassat, en Walt i en Jesse han d'actuar de pressa si volen evitar que els assassinin per venjança. Així, en Jesse lluita per evitar que l'impliquin en l'enverinament del fill de la seva xicota i en Walt trama un pla desesperat que depèn de la persona que més odia d'aquest món: en Gus.           |    |                                      |                   |                                       |                                 |                            |

### Cinquena temporada
| Núm. | #  | Títol en català                                     | Direcció          | Guió                 | Data d'estrena als Estats Units | Data d'estrena a Catalunya |
| --- | -- | --------------------------------------------------- | ----------------- | -------------------- | ------------------------------- | -------------------------- |
| 47 | 1  | «Viure lliure o morir» «Live Free or Die»           | Michael Slovis    | Vince Gilligan       | 15 de juliol de 2012            | 13 de desembre de 2012     |
| Després de la violenta mort d'en Gus Fring, en Walt i en Jesse intenten destruir les proves confiscades per la policia que els relacionen amb el laboratori de metamfetamina. Per la seva banda, la Skyler es podria veure implicada en la trama d'evasió fiscal del seu examant i antic cap després que aquest hagi acabat a l'hospital a causa d'un accident. |    |                                                     |                   |                      |                                 |                            |
| 48 | 2  | «Madrigal»                                          | Michelle MacLaren | Vince Gilligan       | 22 de juliol de 2012            | 20 de desembre de 2012     |
| Després de desfer-se de totes les proves que els involucraven en el violent final de la xarxa de narcotraficants, en Walt i en Jesse volen que en Mike els ajudi a reconstruir el laboratori de metamfetamina. La policia estreny el setge sobre la companyia alimentària alemanya que proporcionava els productes químics al laboratori d'en Gus, i en Mike pren mesures dràstiques per assegurar-se que ningú descobreixi el seu paper en el negoci de la droga. |    |                                                     |                   |                      |                                 |                            |
| 49 | 3  | «Plus de perillositat» «Hazard Pay»                 | Adam Bernstein    | Peter Gould          | 29 de juliol de 2012            | 20 de desembre de 2012     |
| A en Walt se li acut un enginyós pla per al seu nou laboratori, però li preocupa que el seu nou company Mike s'estigui aprofitant d'ell i d'en Jesse. Per la seva part, la Skyler perd els papers davant la Marie, que cada cop està més preocupada per la seva germana. |    |                                                     |                   |                      |                                 |                            |
| 50 | 4  | «Cinquanta-un» «Fifty-One»                          | Rian Johnson      | Sam Catlin           | 5 d'agost de 2012               | 27 de desembre de 2012     |
| La DEA estreny el setge sobre la companyia alemanya que proporcionava productes químics al laboratori, i en Walt intenta convèncer la Skyler que és segur que els seus fills continuïn vivint amb ells. |    |                                                     |                   |                      |                                 |                            |
| 51 | 5  | «Càrrega de mort» «Dead Freight»                    | George Mastras    | George Mastras       | 12 d'agost de 2012              | 3 de gener de 2013         |
| Tot i que la DEA cada cop els està més a sobre, en Walt, en Jesse i en Mike tramen un enginyós pla per aconseguir ingredients per al laboratori. Per la seva part, la Skyler es nega a cooperar si els nens no se'n van a viure amb la Marie i en Hank. |    |                                                     |                   |                      |                                 |                            |
| 52 | 6  | «La compra» «Buyout»                                | Colin Bucksey     | Gennifer Hutchison   | 19 d'agost de 2012              | 17 de gener de 2013        |
| Després de la tràgica conclusió de l'assalt al tren, en Mike i en Jesse proposen vendre la metilamina a la competència i abandonar el món de la droga. En Walt s'hi nega, i la investigació de la DEA amenaça el futur del grup. |    |                                                     |                   |                      |                                 |                            |
| 53 | 7  | «Digues el meu nom» «Say My Name»                   | Thomas Schnauz    | Thomas Schnauz       | 26 d'agost de 2012              | 24 de gener de 2013        |
| En Walt revela el seu nou pla per quedar-se tots els productes químics robats i ampliar el negoci. La DEA estreny el setge sobre en Mike, que ha de prendre mesures dràstiques per evitar que l'enxampin després que en Hank hagi trobat algú disposat a cooperar amb la investigació. |    |                                                     |                   |                      |                                 |                            |
| 54 | 8  | «Lliscant sobre totes les coses» «Gliding Over All» | Michelle MacLaren | Moira Walley-Beckett | 2 de setembre de 2012           | 31 de gener de 2013        |
| Després de desfer-se del cadàver d'en Mike, en Walt es disposa a eliminar tothom qui el pugui relacionar amb el cas Fring. Un nou acord per vendre a l'estranger fa que el matrimoni sigui més ric que mai, i la Skyler es pregunta amb quants diners n'hi ha prou. |    |                                                     |                   |                      |                                 |                            |
| 55 | 9  | «Diners bruts de sang» «Blood Money»                | Bryan Cranston    | Peter Gould          | 11 d'agost de 2013              | 12 de maig de 2014         |
| En una escena futura ("flash forward"), Walt torna a la seva antiga casa, ara abandonada, a buscar la ricina que hi havia deixat. En l'actualitat, Hank té l'exemplar de "Fulles d'herba", de Walt, i descobreix que Walt podria ser Heisenberg. Demana tots els arxius del "cas Fring" i veu que la lletra del text del llibre coincideix amb la de Gale Boetticher. Jesse, molt desenganyat, llença els seus diners pel carrer. Walt, que torna a tenir càncer, s'adona que el llibre "Fulles d'herba" ha desaparegut. Immediatament revisa el seu cotxe i descobreix que hi ha un rastrejador GPS. Walt va a veure Hank, i Hank li revela que ja sap que és Heisenberg. |    |                                                     |                   |                      |                                 |                            |
| 56 | 10 | «Enterrats» «Buried»                                | Michelle MacLaren | Thomas Schnauz       | 18 d'agost de 2013              | 19 de maig de 2014         |
| En Hank parla amb la Skyler abans que en Walt i intenta convèncer-la que declari, però ella s'hi nega. En Walter enterra els seus diners al desert, a la reserva índia. La Lydia intenta convèncer en Declan que contracti en Todd de químic per cuinar la metamfetamina, però, quan s'hi nega, els homes d'en Jack maten en Declan i els seus socis, i s'apoderen del laboratori. En Hank no aconsegueix que la Skyler ni en Walt confessin. La Marie es vol endur la Holly a casa seva, però la Skyler l'hi impedeix. En Hank torna a treballar i s'assabenta que en Jesse està detingut i el vol interrogar.                                                            |    |                                                     |                   |                      |                                 |                            |
| 57 | 11 | «Confessions»                                       | Michael Slovis    | Gennifer Hutchison   | 25 d'agost de 2013              | 26 de maig de 2014         |
| Jesse es nega a fer cap tracte amb Hank per acusar Walter. Walter, Skyler, Hank i Marie es reuneixen. Walter no arriba a cap acord amb Hank i li dona un DVD on Walter implica Hank en el negoci de la metamfetamina. Walter ofereix diners a Jesse perquè marxi de la ciutat i canviï d'identitat. Jesse s'hi avé, fins que s'adona que Saul li va prendre el cigarret de ricina perquè Walter pogués enverinar Brock. Jesse, fet una fúria, va a casa de Walter i comença a tirar-hi gasolina. |    |                                                     |                   |                      |                                 |                            |
| 58 | 12 | «Gos rabiós» «Rabid Dog»                            | Sam Catlin        | Sam Catlin           | 1 de setembre de 2013           | 2 de juny de 2014          |
| En Walter arriba a casa seva i veu que l'han ruixat amb gasolina. Deixa un missatge a en Jesse proposant-li que es trobin i parlin. La Skyler pressiona en Walter perquè mati en Jesse. En un flashback, es veu en Hank detenint en Jesse perquè no cremi la casa d'en Walter. En Jesse s'avé a col·laborar amb en Hank i queda amb en Walter amb un micròfon posat. A l'últim moment s'ho repensa i truca a en Walter amenaçant-lo. Aquest truca a en Todd i li diu que té una feina per al seu oncle. |    |                                                     |                   |                      |                                 |                            |
| 59 | 13 | «To'hajiilee»                                       | Michelle MacLaren | George Mastras       | 8 de setembre de 2013           | 9 de juny de 2014          |
| En Hank intenta descobrir on són els diners d'en Walter a través d'en Huell, sense èxit. Conscient que en Walter ha enterrat els diners, en Hank fa una foto falsa que en Jesse envia al Walter pel mòbil dient-li que cremarà els diners si no hi va. En Walter va cap a la reserva i truca a en Jack perquè hi vagi a matar en Jesse. Quan veu que en Gómez i en Hank arriben amb en Jesse, truca a en Jack per anul·lar-ho. En Walter es rendeix. En Jack i els seus homes hi van igualment i, tot i que en Walter els intenta demanar que no els matin, comencen a disparar.                                                                                           |    |                                                     |                   |                      |                                 |                            |
| 60 | 14 | «Ozymandias»                                        | Rian Johnson      | Moira Walley-Beckett | 15 de setembre de 2013          | 16 de juny de 2014         |
| Després d'un tiroteig, Gómez mor i Hank queda ferit. Walter suplica que no el matin, confessant que és el seu cunyat i oferint-los els diners enterrats. Els homes de Jack desenterren els diners, maten Hank i s'enduen tots els barrils menys un que deixen a Walter. Walter vol que matin a Jesse, però Todd el vol viu perquè li ensenyi a cuinar la meta. Marie diu a Skyler que Walter està detingut i expliquen la veritat a Walter Jr. Quan arriben a casa, Walter és allà i vol que facin les maletes i marxin amb ell. Skyler s'hi nega i Júnior truca a la policia. Walter se'n va d'Albuquerque per canviar d'identitat.                                       |    |                                                     |                   |                      |                                 |                            |
| 61 | 15 | «L'estat de granit» «Granite State»                 | Peter Gould       | Peter Gould          | 22 de setembre de 2013          | 23 de juny de 2014         |
| Walter va a viure a una cabana a Nou Hampshire. Todd amenaça Skyler perquè no parli de Lydia a la policia. Jesse intenta fugir de la casa on el tenen tancat, però Todd el descobreix. Per castigar-lo, el porten a casa de l'Andrea i veu com Todd la mata. Walter truca a Walter Jr., però el fill no vol saber res d'ell. Walter truca a la DEA per entregar-se, però veu una entrevista a la tele on Elliot i Gretchen parlen de la seva tasca altruista. Walter fuig abans que arribi la policia. |    |                                                     |                   |                      |                                 |                            |
| 62 | 16 | «Felina»                                            | Vince Gilligan    | Vince Gilligan       | 29 de setembre de 2013          | 30 de juny de 2014         |
| Walter torna a Albuquerque i obliga Elliot i Gretchen a entregar els seus diners als seus fills com si fossin un donatiu. Walter fabrica una arma que es dispara automàticament i va acomiadar-se de Skyler i li dona el bitllet de loteria amb la ubicació dels cadàvers de Hank i Gómez. Walter es reuneix amb Lydia i Todd per proposar-los un tracte. Més tard, Walter va a casa de Jack i Jack el vol matar. Walter activa l'arma, que dispara contra tots. Ell queda ferit. Jesse, que era tancat a la casa, fuig. La policia arriba i troba Walter mort a terra. |    |                                                     |                   |                      |                                 |                            |